# Lotophila pallida
Lotophila pallida är en tvåvingeart som beskrevs av Hayashi 1985. Lotophila pallida ingår i släktet Lotophila och familjen hoppflugor. Inga underarter finns listade i Catalogue of Life.